# Катастрофа Ан-24 под Днепропетровском
Катастрофа Ан-24 под Днепропетровском — крупная авиационная катастрофа, произошедшая воскресным днём 3 августа 1969 года в Криничанском районе Днепропетровской области у деревни Преображенка. Авиалайнер Ан-24Б Львовского ОАО авиакомпании «Аэрофлот» выполнял плановый внутренний рейс Н-826 по маршруту Ворошиловград — Днепропетровск — Винница — Львов, но через 13 минут после вылета из Днепропетровского аэропорта у лайнера оторвалась лопасть винта №2, отрыв которой повредил системы управления самолëтом, что привело к отрыву винта №1. Вскоре потерявший управление лайнер упал на землю у деревни Преображенка и полностью разрушился. Погибли все 55 человек на борту — 51 пассажир и 4 члена экипажа.
На момент событий это была крупнейшая катастрофа самолёта Ан-24 (на 2024 год — четвёртая, после катастроф под Малабо, под Саратовом и под Баку).

## Самолёт
Ан-24Б с бортовым номером 46248 (заводской — 77303206) был выпущен заводом Антонова 23 марта 1967 года. Всего на момент катастрофы авиалайнер имел в общей сложности 4557 часов налёта и 4789 посадок.

## Экипаж
Ан-24 пилотировал экипаж из 88-го лётного отряда, в состав которого входил:
Командир воздушного судна (КВС) — Василий Андреевич Капуловский
Второй пилот — Валентин Васильевич Синицын
Бортмеханик — Валерий Николаевич Гавриленко
В салоне самолёта работала стюардесса Виктория Яковлевна Скрыт.

## Хронология событий
3 августа 1969 года в 15:47 местного времени рейс Н-826 вылетел из Днепропетровского аэропорта, его выполнял Ан-24Б борт СССР-46248, летящий из Ворошиловграда во Львов с промежуточными остановками в Днепропетровске и Виннице. Всего на его борту находился 55 человек: 51 пассажир (42 взрослых и 9 детей) и 4 члена экипажа.
В это время погодные условия над Днепропетровской областью были следующие: облачность 4—6 баллов кучевая с нижней кромкой 1500 метров и верхней — 2700 метров, видимость 10 километров. В 15:58 экипаж доложил диспетчеру о занятии эшелона 3600 метров (назначенный по маршруту — 5100 метров). В ответ диспетчер дал разрешение занять эшелон 4200 метров. О занятии данной высоты экипаж не доложил, поэтому в 16:06 диспетчер сам попытался связаться с бортом, однако ответа не было.

### Катастрофа
Ан-24 проходил высоту 4000 метров, когда на левом воздушном винте оторвалась одна из лопастей (№ 2) и ударилась в фюзеляж в районе 10—11 шпангоутов. Пробив обшивку, она перерубила тяги управления рулями высоты, направления и элеронами. Из-за возникшего дисбаланса левый винт оторвался вместе с частью редуктора. Полностью потеряв управление, самолёт с левым креном начал снижаться, а затем, по мере увеличения скорости и крена, начал входить в крутую спираль. Совершив полтора витка, около 16:00 авиалайнер под углом 45—50° и со скоростью 500—550 км/ч врезался в землю и взорвался. Ан-24 упал в Днепропетровской области у деревни Преображенка Криничанского района (по другим данным — у посёлка Васильковка Васильковского района). Оторвавшуюся лопасть обнаружили в 4,5 километрах от места падения самолёта, а левый винт — в 1120 метрах от лопасти и в 4 километрах от самолёта. Все 55 человек на борту авиалайнера погибли.

## Причины
Основной причиной катастрофы является отрыв в полете пера лопасти №2 воздушного винта АВ-72 левой силовой установки, которым был пробит борт фюзеляжа и перебиты тяги управления, в результате чего неуправляемый самолет столкнулся с землёй. 
Согласно проведенным исследованиям, обрыв лопасти винта произошел из-за механической усталости при наличии раковин коррозийного типа.